# 二伝寺

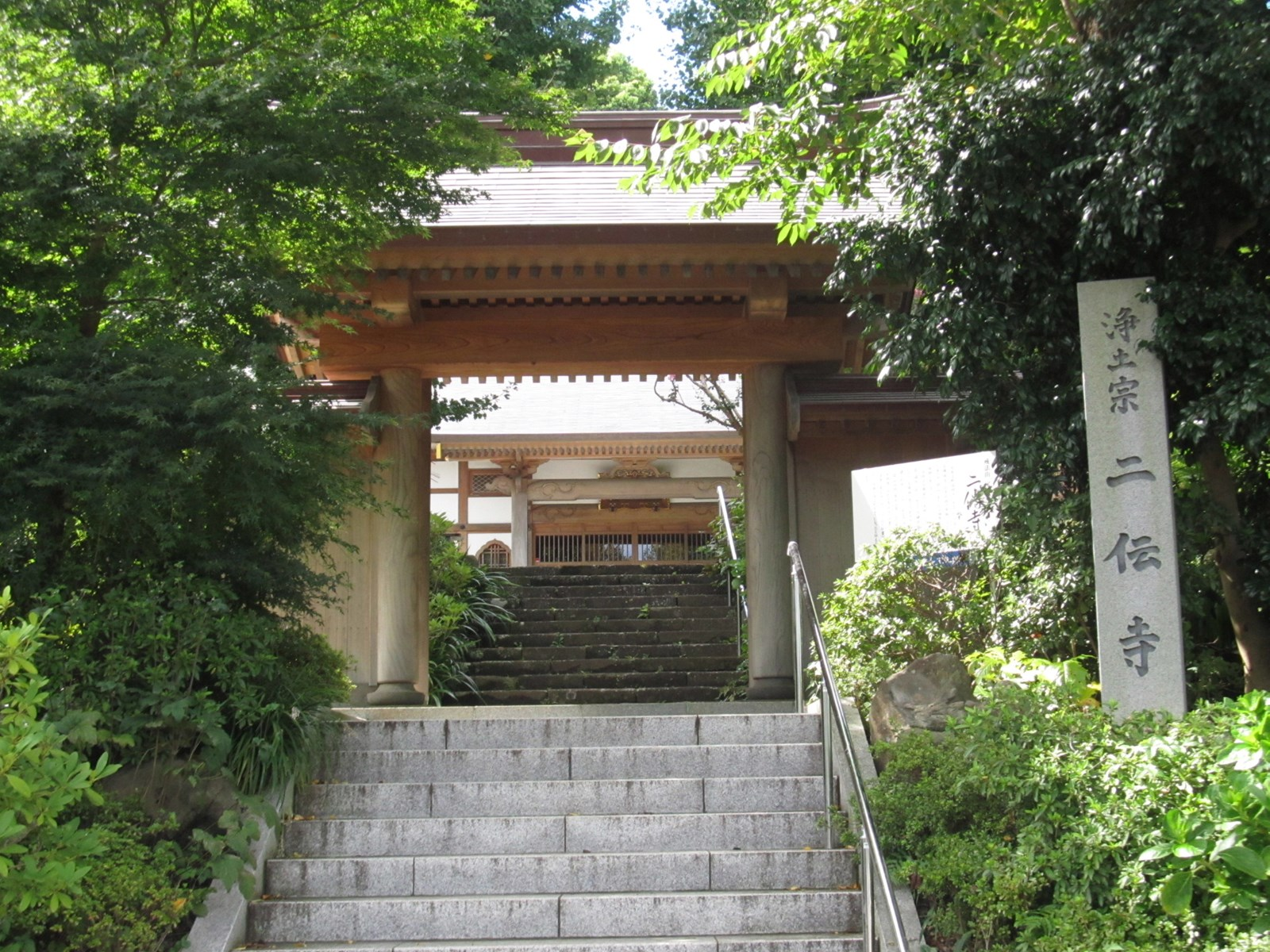
二伝寺の山門

二伝寺（にでんじ）は、神奈川県藤沢市にある浄土宗の寺院。山号は戒法山。

## 歴史
永正2年（1505年）北条氏時を開基とし正空が開山した。
松平正次が中興した。

## 本尊
- 阿弥陀三尊 - 中尊阿弥陀如来は、中世風、年代は未詳。像高51.5センチメートル。両脇侍は宝永3年（1706年）の造立、像高は観音菩薩像が66.5センチメートル、勢至菩薩が66.4センチメートル。[2]

## 所在地情報
所在地
- 神奈川県藤沢市渡内三丁目13番1号

交通
- バス
  - 関谷入口（神奈川中央交通）

- 道路
  - 神奈川県道302号小袋谷藤沢線

## 著名人の墓
- 平良文、平忠光、平忠通 - 寺のある山の山頂に3つの塚がある。平良文、忠光、忠通の墓とされている[3]。
- 松平正次
- 福原家 - 後北条氏や、徳川氏に仕えた。

## 周辺

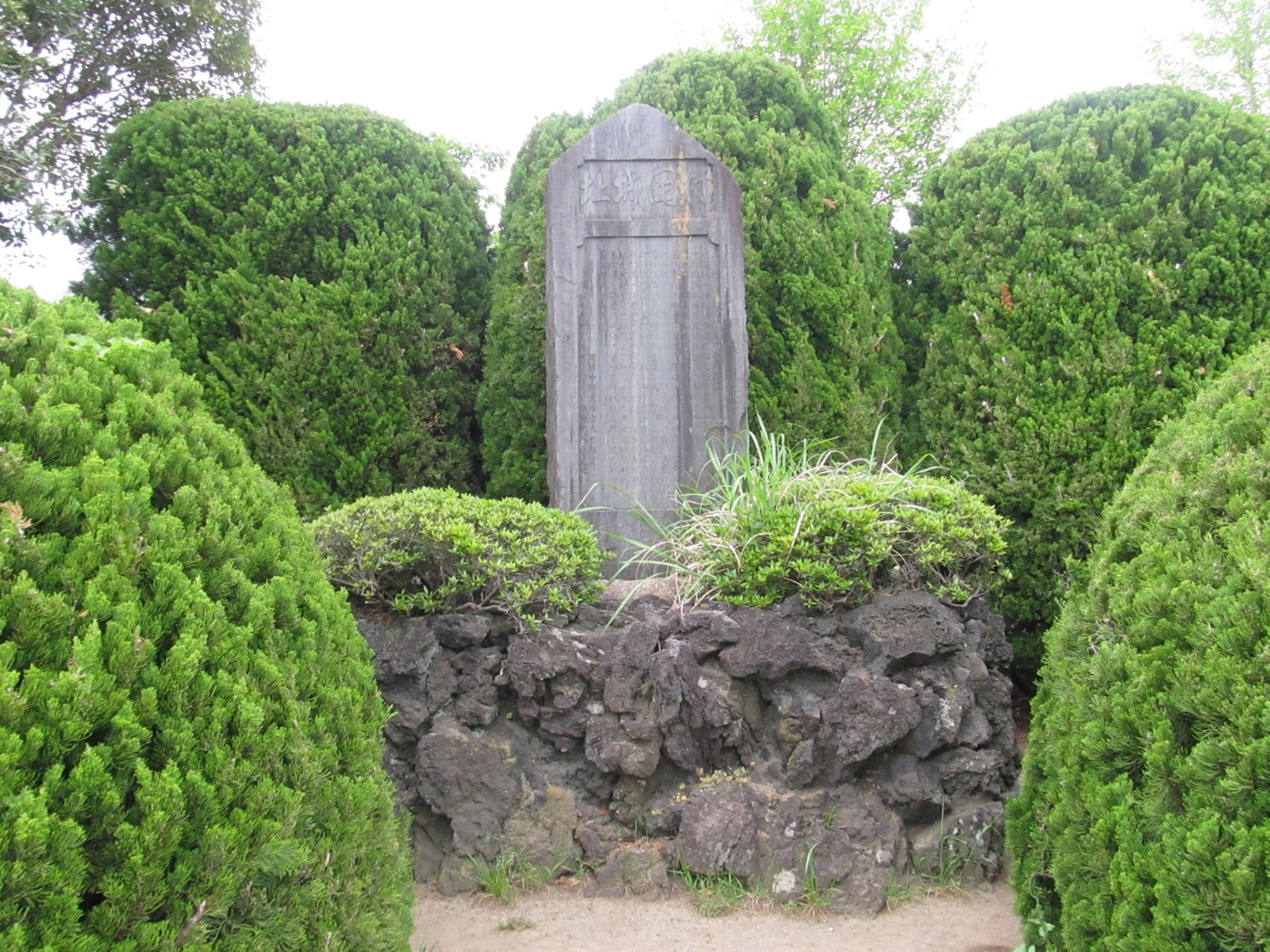
村岡城跡

- 二伝寺砦 - 後北条氏により玉縄城が永正9年（1512年）頃に築かれ、二伝寺の範囲を含む丘陵上に支城の二伝寺砦が築かれたとされる[4]。
- 村岡城（高谷砦）- 二伝寺の南西800メートルに位置する。平安時代中期（10世紀）の武将・平良文の居城との伝承もあるが、二伝寺砦と同じく玉縄城の支城と考えられている[5]。1932年（昭和7年）に建立された城址碑が村岡城址公園（藤沢市村岡東三丁目28番2号）内にある。